# Oleksandr Rjabko
Oleksandr Rjabko (in ucraino Олександр Рябко?; Kiev, 20 febbraio 1978) è un danzatore ucraino, primo ballerino del balletto di Amburgo dal 2001.

## Biografia
Oleksandr Rjabko è nato e cresciuto a Kiev, dove ha cominciato a studiare danza. Dopo essere arrivato tra i finalisti del Prix de Lausanne si è trasferito in Germania per perfezionarsi alla Scuola del Balletto di Amburgo. Nel 1996, subito dopo aver conseguito il diploma, è stato scritturato dal Balletto di Amburgo, di cui ha scalato rapidamente i ranghi: nel 1999 è stato promosso al rango di solista e nel 2001 è stato proclamato primo ballerino della compagnia. Ricordato come uno dei migliori ballerini classici ucraini, Rjabko è molto apprezzato per le sue doti da partner e nel 2016 ha vinto uno speciale Prix Benois de la Danse.
Nel suoi oltre venticinque anni con la compagnia ha danzato in molti dei grandi ruoli maschili coreografati da John Neumeier, tra cui Albrecht in Giselle, Désiré ne La bella addormentata, Drosselmeier ne Lo schiaccianoci, Mercuzio in Romeo e Giulietta, Oberon e Puck in Sogno di una notte di mezza estate e Aminta in Sylvia. Inoltre, ha danzato nelle prime amburghesi del Napoli di Lloyd Riggins (nel ruolo di Gennaro), de La fille mal gardée di Frederick Ashton (nel ruolo di Colas), del Jewels di George Balanchine (nel ruolo di Smeraldi e Rubini) e dell'Onegin di John Cranko (nel ruolo dell'eponimo protagonista).
Rjabko è sposato con la ballerina italiana Silvia Azzoni, sua collega al Balletto di Amburgo, e la coppia ha una figlia.